# J2靚聲王
《J2靚聲王》（英語：J2 Songbirds），是香港電視廣播有限公司的音樂節目，由林師傑及譚嘉儀擔任主持，本節目於2015年12月13日起香港時間逢星期日23:00-00:00在J2及myTV首播，後於2016年2月14日起，改為香港時間逢星期日晚22:00/22:05-23:00/23:05播映，及於myTV提供網上節目重溫（集數上架一個月後會刪除）。而《勁歌金曲》中亦會播放下一集《J2靚聲王》精華片段。

## 每集內容
| 集數 | 播映日期 | 嘉賓                                                                                        | 歌曲                                                                            | 主持及嘉賓主持                    |
| 01   | 12月13日 | 許廷鏗、胡鴻鈞、蔚雨芯                                                                      | - K歌之王／明年今日／人來人往 - 人來人往—許廷鏗、洪卓立、胡鴻鈞（原唱：陳奕迅） | 林師傑、洪卓立、 大Ann@A2A        |
| 02   | 12月20日 | JW、AGA、Elaine Koo、丁悅                                                                   | - 迷戀你—丁悅                                                                   | 林師傑、洪卓立、 大Ann@A2A        |
| 03   | 12月27日 | 馮允謙、張惠雅、張紋嘉                                                                      | - 最佳男主角—張紋嘉                                                             | 譚嘉儀、洪卓立、 大Ann@A2A        |
| 04   | 1月3日   | 林欣彤、鄭欣宜、沈震軒、鍾舒漫、Robynn & Kendy、Dear Jane                                   | - 笑忘書—林欣彤、鄭欣宜（原唱：張敬軒）                                         | 譚嘉儀、洪卓立、 大Ann@A2A        |
| 05   | 1月10日  | C AllStar、Robynn & Kendy、彭永琛、黎曉陽、小肥                                             | - 如果一天有25小時／The Show - The Show—Robynn & Kendy（原唱：Lenka）           | 譚嘉儀、蔚雨芯、 釗峰@C AllStar   |
| 06   | 1月17日  | 小肥、沈震軒、陳柏宇、林奕匡、葉巧琳                                                        | - 孤單的貝多芬—葉巧琳                                                           | 譚嘉儀、蔚雨芯、 釗峰@C AllStar   |
| 07   | 1月24日  | Robynn & Kendy、Dear Jane、小肥、沈震軒                                                     | - 窮富翁—小肥                                                                   | 譚嘉儀、蔚雨芯、 釗峰@C AllStar   |
| 08   | 1月31日  | 林奕匡、陳柏宇、鄧小巧、J.Arie、Robynn & Kendy、SIS樂印姊妹                                 | - 有人共鳴—林奕匡                                                               | 譚嘉儀、蔚雨芯、 釗峰@C AllStar   |
| 09   | 2月14日  | 鄭俊弘、BOP、池希、陳凱彤、葉巧琳、葉楓華                                                   | - 來夜方長—Tyrese@BOP、池希（原唱：蘇永康、陳潔儀）                             | 林師傑、 Aka@Super Girls、 狄易達 |
| 10   | 2月21日  | 王菀之、狄易達、BOP、池希、張明偉、SIS樂印姊妹                                              | - Wonderful Night—狄易達（原唱：Eric Clapton）                                  | 譚嘉儀、 細Ann@A2A                |
| 11   | 2月28日  | Super Girls、狄易達、農夫、胡鴻鈞、Gin Lee                                                  | - 心淡—胡鴻鈞（原唱：容祖兒）                                                   | 譚嘉儀、 細Ann@A2A                |
| 12   | 3月6日   | 鄭俊弘、農夫、鄒文正、丁悅、Supper Moment、譚嘉儀、徐洛鏘                                   | - 越難越愛—譚嘉儀（原唱：吳若希）                                               | 林師傑、 細Ann@A2A                |
| 13   | 3月13日  | 謝安琪、胡琳、葉巧琳、陳明恩、Robynn & Kendy                                                | - 我不完美—Robynn & Kendy                                                       | 林師傑、馮允謙、 KellyJackie      |
| 14   | 3月20日  | 吳國敬、JW、胡琳、鄭世豪、劉威煌、黃宇希、SIS樂印姊妹                                       | - 燕尾蝶—SIS樂印姊妹（原唱：Shine）                                             | 譚嘉儀、馮允謙、 KellyJackie      |
| 15   | 3月27日  | 吳業坤、鄭融、陳慧敏、羅力威、陳明恩                                                        | - 讓我暖一些—羅力威（原唱：蘇永康）                                             | 譚嘉儀、馮允謙                    |
| 16   | 4月3日   | 鄭融、JW、劉威煌、鄭世豪、譚嘉儀                                                            | - 傾城—譚嘉儀（原唱：許美靜）                                                   | 林師傑、馮允謙、 KellyJackie      |
| 17   | 4月10日  | 黃貫中、Elaine Koo、Joey Tang、Johnny Yim                                                   | - That's not My Name—顧芮寧（原唱：The Ting Tings）                             | 林師傑、胡鴻鈞                    |
| 18   | 4月17日  | 泳兒、林欣彤、洪                                                                            | - 膽小鬼—泳兒（原唱：梁詠琪）                                                   | 譚嘉儀、胡鴻鈞                    |
| 19   | 4月24日  | 呂珊、尹光、趙希洛、歌莉雅、梁榮智                                                          | - 男人不該讓女人流淚—朱紫嬈（原唱：蘇永康）                                     | 林師傑、朱紫嬈                    |
| 20   | 5月1日   | 茜拉、A2A、連詩雅、鍾舒祺                                                                   | - 暗湧—鍾舒祺（原唱：王菲）                                                     | 譚嘉儀、朱紫嬈                    |
| 21   | 5月8日   | 谷微、龔柯允、李雯希、黃宇希、朱紫嬈                                                        | - 夜機—朱紫嬈（原唱：陳慧嫻）                                                   | 林師傑、譚嘉儀                    |
| 22   | 5月15日  | 劉浩龍、鍾舒漫、馬蹄露、鄭子誠、葉巧琳                                                      | - 捨不得你—葉巧琳（原唱：鄭秀文）                                               | 林師傑、譚嘉儀                    |
| 23   | 5月22日  | 林奕匡、黃浩琳、馮允謙、李璧琦、莫家淦、焯皓                                                | - 戀愛預告—焯皓（原唱：陳百強）                                                 | 譚嘉儀、 MastaMic、 RX黃浩邦      |
| 24   | 5月29日  | 馮允謙、KillerSoap、Fabel、李璧琦                                                           | - 難得有情人—Fabel（原唱：關淑儀）                                              | 林師傑、 MastaMic、 RX黃浩邦      |
| 25   | 6月5日   | 「巨聲幫」、「星夢幫」 張振朗、何雁詩、謝東閔、鄧小巧、羅鈞滿、陳凱彤、羅孝勇、陳慧敏、姚兵 | - 千千闋歌—姚兵、張振朗（原唱：陳慧嫻）                                         | 林師傑、譚嘉儀                    |
| 26   | 6月12日  | 「巨聲幫」、「星夢幫」 張振朗、何雁詩、謝東閔、鄧小巧、羅鈞滿、陳凱彤、羅孝勇、陳慧敏、姚兵 | - 追—謝東閔（原唱：張國榮）                                                     | 林師傑、譚嘉儀                    |
| 27   | 6月19日  | 洪卓立、Dear Jane、王梓軒、張紋嘉                                                           | - 牆紙—Dear Jane（原唱：容祖兒）                                                | 林師傑、譚嘉儀、 Cathy@Choco      |
| 28   | 6月26日  | 吳業坤、Cousin Fung、石詠莉、歌莉雅、黎曉陽                                                 | - 最愛是誰—黎曉陽（原唱：林子祥）                                               | 林師傑、譚嘉儀、 Cathy@Choco      |
| 29   | 7月3日   | 陳柏宇、許廷鏗、鄭欣宜                                                                      | - 面具—許廷鏗                                                                   | 林師傑、陸永、 Ray@sp'ACE         |
| 30   | 7月10日  | 彭家麗、陳柏宇、周志康、陳國峰、區永權、可嵐                                                | - 非走不可—周志康（原唱：謝霆鋒）                                               | 譚嘉儀、陸永、 Ray@sp'ACE         |
| 31   | 7月17日  | As One、應昌佑、楊潮凱、譚永浩                                                              | - 等—楊潮凱（原唱：陳百強）                                                     | 林師傑、陸永、 Ray@sp'ACE         |
| 32   | 7月24日  | 胡琳、胡鴻鈞、張惠雅、陳鴻碩、謝偉倫、sp'ACE                                                | - 黃金時代—謝偉倫（原唱：陳奕迅）                                               | 譚嘉儀、陸永、 Ray@sp'ACE         |

## 歷任／現任主持
- 現任主持
  - 林師傑（第1-2、9、12-13、16-17、19、21-22、24-29、31集）
  - 譚嘉儀（第3-8、10-11、14-15、18、20-23、25-28、30、32集）
- 嘉賓主持
  - 洪卓立、大Ann@A2A（第1-4集）
  - 蔚雨芯、釗峰@C AllStar（第5-8集）
  - Aka@Super Girls、狄易達（第9集）
  - 細Ann@A2A（第10-12集）
  - 馮允謙（第13-16集）
  - KellyJackie（第13-14、16集）
  - 胡鴻鈞（第17、18集）
  - 朱紫嬈（第19、20集）
  - MastaMic、RX黃浩邦（第23、24集）
  - Cathy@Choco（第27、28集）
  - 陸永、Ray@sp'ACE（第29-32集）

## 記事
- 2015年12月20日：由於《叢林的法則》當日延至22:15結束，本節目改為23:15-00:10播出。
- 2016年1月17日：由於《叢林的法則》當日延至22:35結束，本節目改為23:30-00:00播出。
- 2016年1月24日：由於直播《第十一屆KKBOX風雲榜》至22:30，本節目改為23:30-00:00播出。
- 2016年2月7日：由於播出《2016超級巨星紅白藝能大賞》，本節目暫停播映。
- 2016年6月5日：由於直播《賽馬直擊》法國打吡大賽至22:35，本節目改為22:35-23:35播出。
- 2016年7月10日：由於《叢林的法則》當日延至22:20結束，本節目改為22:20-23:15播出。
- 2016年7月24日：由於《叢林的法則》當日延至22:15結束，本節目改為22:15-23:15播出。

## 外部連結
- 無綫電視節目網頁 - J2靚聲王（页面存档备份，存于）

## 電視節目的變遷
| 香港 無綫電視 J2 星期日 23:00/23:05－00:00 2015年12月20日 23:15－00:10 2016年1月17日及24日 23:30－00:00         | 香港 無綫電視 J2 星期日 23:00/23:05－00:00 2015年12月20日 23:15－00:10 2016年1月17日及24日 23:30－00:00 | 香港 無綫電視 J2 星期日 23:00/23:05－00:00 2015年12月20日 23:15－00:10 2016年1月17日及24日 23:30－00:00 |
| --- | --- | --- |
| | J2靚聲王（第1-8集） （2015年12月13日－2016年1月31日）                                                   | |
| TVB 馬來西亞星光薈萃頒獎典禮2015 （2015年12月6日）                                                              | 2016超級巨星紅白藝能大賞 （2016年2月7日）                                                               | |
| 星期日 22:00/22:05－23:00/23:05 2016年6月5日 22:35－23:35 2016年7月10日 22:20－23:15 2016年7月24日 22:15－23:15 | | |
| 2016超級巨星紅白藝能大賞 （2016年2月7日）                                                                       | J2靚聲王（第9-32集） （2016年2月14日－2016年7月24日）                                                   | 雷朋三世 （2016年7月31日）                                                                              |